# Зозулиний льон волосконосний
Зозулиний льон волосконосний (Polytrichum piliferum) — рослина родини політрихові — Polytrichaceae.

## Будова

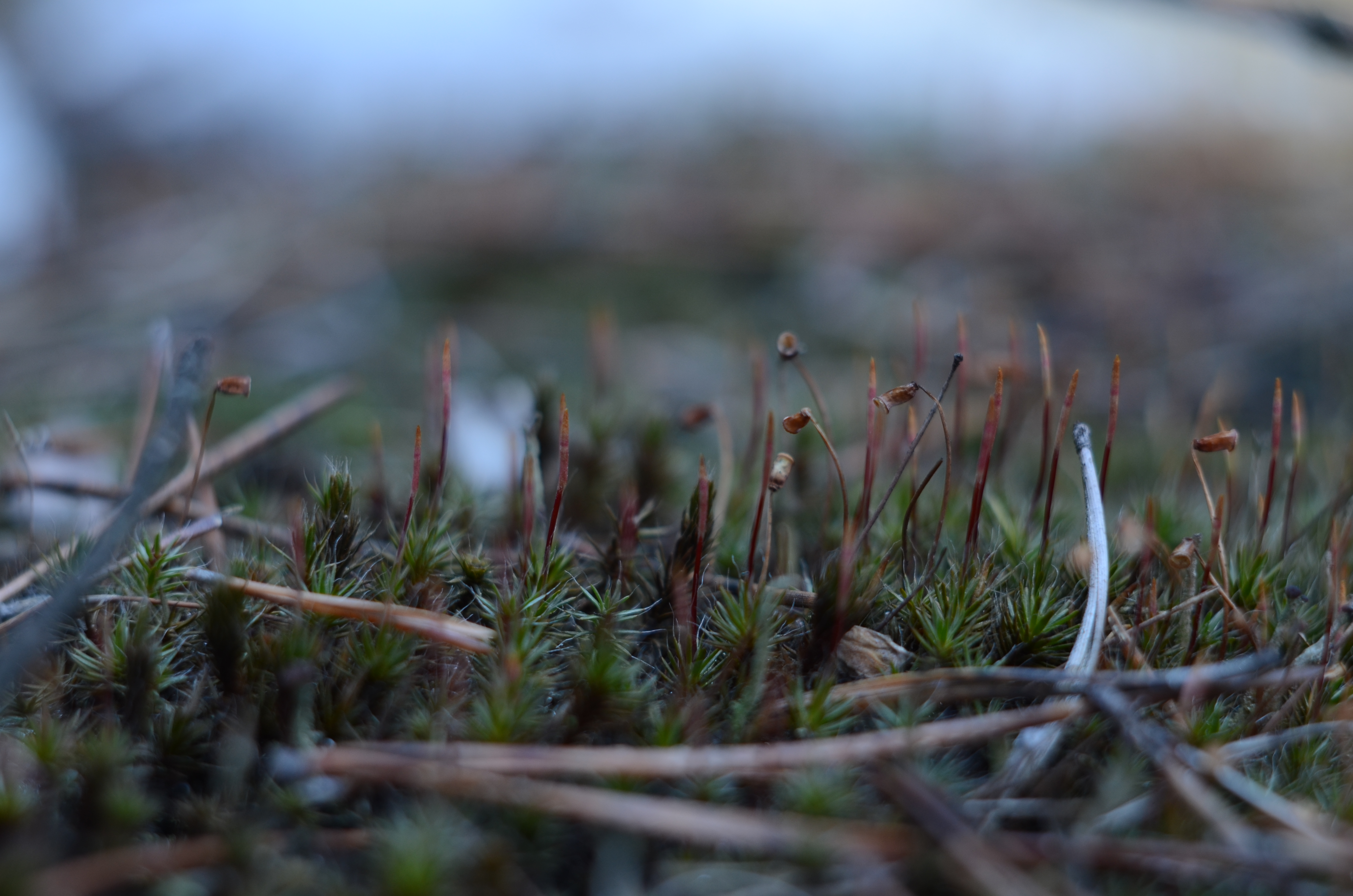
Політрих волосконосний (Харківська область, Україна)

Цей дводомний мох має характерний вигляд - листочки щільно зібрані на верху червонястого стебла. Навесні чоловічі рослини стають помітними через модифікацію верхніх листків, що набувають червоного кольору і формують групу, що схожа на "квітку". Росте групами, утворює дернини від світло-зеленого до червоно-коричневого. Стебло 1-4 см заввишки, жилаве, звичайно просте, з білим запушеням та ризоїдами при основі. Листки прямі, завдовжки 3-6 мм, ланцетної форми, злегка закручені при висиханні, жилка виступає на верхівці листка у вигляді довгого безбарвного волоска. Коробочка утворюється на червонясто-бурій ніжці завдовжки до 4 см, спочатку вона прямостояча, а після дозрівання спор нахиляється вниз. 

## Життєвий цикл
Спороносить навесні й на початку літа.

## Поширення та середовище існування
Зустрічається на оголеному ґрунті, часто на сухому піщаному ґрунті й укритих ґрунтом каменях у лісах і степах. Широко розповсюджений вид.